# 埃塞俄比亚驻重庆总领事馆
埃塞俄比亚联邦民主共和国驻重庆总领事馆，通称埃塞俄比亚驻重庆总领事馆、埃塞俄比亚驻渝总领事馆，是埃塞俄比亚联邦民主共和国驻中华人民共和国的一个外事服务机构，驻地位于重庆市。领区范围为重庆、四川、云南、贵州和湖北。该机构成立于2011年12月，2021年9月起临时闭馆。

## 历史
2011年8月，埃塞俄比亚总理梅莱斯·泽纳维率埃塞俄比亚代表团到重庆访问，希望与重庆建立更加紧密的合作关系，并表示希望在重庆设立领事馆。
2011年12月，埃塞俄比亚驻重庆总领事馆成立，领区包括重庆市、四川省、云南省、贵州省和湖北省，设馆之初在渝中区大世界酒店临时办公。2012年3月正式开馆，是第一家由非洲国家在重庆市设立的总领事馆，馆址位于重庆市渝中区民权路27号新华国际2204单元。
自2021年8月16日起，停止办理签证、文件认证业务，领区的相关业务需到驻北京大使馆办理。2021年9月起，临时闭馆。

## 历任总领事
| 姓名                                           | 任命      | 到任          | 免职 | 离任      | 领事职务 | 备注                      | 备注 |
| ---------------------------------------------- | --------- | ------------- | ---- | --------- | -------- | ------------------------- | ---- |
| 吉尔马·泰莫斯艮 （Girma Temesgen）             | 2011年    | 2011年12月1日 |      |           | 总领事   | [ 6 ] [ 2 ] [ 10 ] [ 11 ] |      |
| 科布德·阿贝拉·艾杜 （Kebede Abera）            |           | 2015年9月4日  |      | 2019年8月 | 总领事   | [ 12 ] [ 3 ]              |      |
| 安特能·塔瑞库·菲勒克 （Anteneh Tariku Feleke） | 2020年1月 | 2019年        |      | 2021年    | 总领事   | 2019年担任代总领事        |      |

## 备注
1. ↑  一说领区为重庆、四川和贵州[3]
2. ↑  又译作凯贝德·阿贝拉[3]